# Івано-Франківський коледж фізичного виховання
Івано-Франківський коледж фізичного виховання Національного університету фізичного виховання і спорту України, раніше Івано-Франківський технікум фізичної культури — вищий навчальний заклад І-ІІ рівнів акредитації в місті Івано-Франківську. Заснований 1940 року.

## Історія
Заснований як Станіславський технікум фізичної культури 7 червня 1940 року. З 1 квітня 2013 року «Івано-Франківський коледж фізичного виховання» реорганізований в «Івано-Франківський коледж фізичного виховання Національного університету фізичної культури і спорту України».

## Особи

### Керівники

#### Колишні
- Бережний М., Геря В., Дебенко Михайло, Турковський Ярослав

#### Теперішні
- Директор — Любомир Пасічняк
- Заступники директора: Жилюк Вадим, Вознюк Світлана, Марчишин Володимир
- Завідувачі відділеннями: Мельник Світлана, Смушак Валерій (за спеціальністю), Перевізник Віталій (заочне)

### Викладачі
Оксана Вацеба,

### Випускники
Ярослав Лесів, Роман та Василь Вірастюки, ректор Львівського ДУФК Євген Приступа, Роман Лейбюк, Петро Савчук
- Пацино Дмитро Вікторович (1989—2014) — молодший сержант міліції, загинув під Іловайськом.
- Самак Микола Миколайович (1992—2015) — солдат Збройних сил України, учасник російсько-української війни.
- Чепіль Володимир Васильович (1971—2015) — старшина Збройних сил України, учасник російсько-української війни.